# Scott Walton
Scott Walton (* um 1960) ist ein US-amerikanischer Jazz- und Improvisationsmusiker (Kontrabass, Piano) und Musikpädagoge, der in der Musikszene Kaliforniens aktiv ist.

## Leben und Wirken
Walton promovierte an der University of California, San Diego und unterrichtete an Universitäten und Colleges in Kalifornien und Colorado; seit 2001 ist er am Cuyamaca College in Rancho San Diego tätig, wo er Geschichte des Jazz und der Rockmusik lehrt. Er arbeitete ab den 1980er-Jahren als Bassist in Florida mit Carmell Jones, Frank Sullivan, Jerry Coker, Bobby Bradford, ab den 1990er-Jahren in Kalifornien u. a. mit  Pat O’Keefe, Vinny Golia, Alex Cline, Michael Vlatkovich, Myra Melford, Nels Cline und in der Formation Cosmologic (mit Michael Dessen, Jason Robinson, Nathan Hubbard). 2017 legte er mit Peter Kuhn, Alex Cline, Dave Sewelson und Dan Clucas das Album Dependent Origination (FMR) vor. Im Bereich des Jazz war er zwischen 1982 und 2015 an 29 Aufnahmesessions beteiligt.

## Diskographische Hinweise
- Pat O’Keefe / Jason Stanyek / Scott Walton / Glen Whitehead: Tunnel (Circumvention Music, 2003)
- Gilbert Isbin/Jeff Gauthier/Scott Walton: Venice Suite (2005)
- Harris Eisenstadt: The All Seeing Eye + Octets (2006)
- Gilbert Isbin & Scott Walton: Recall (pfMENTUM, 2014)
- Steve Adams / Scott Walton: Cookies for Cyrano (pfMENTUM, 2016)
- Tim Perkis / Scott Walton: Applied Cryptography (pfMENTUM, 2016)
- Denman Maroney, Scott Walton, Denis Fournier: O Cosmos Meta (RogueArt, 2022)